# Plichta Soma
Plichta Soma (Rimaszombat (Gömör megye), 1832. június 12. – Losonc, 1924. szeptember 12.) orvosdoktor, megyei tisztifőorvos.

## Életpályája
Középiskolai tanulmányait szülővárosában és Sárospatakon, az orvosi tanfolyamot Pesten és Bécsben végezte. 1859-ben a belgyógyászatból Pesten, a sebészetből Bécsben nyert doktori oklevelet és mint gyakorló orvos Losoncon (Nógrád megye) telepedett le. Az 1873. évi kolerajárvány alkalmából ő felsége Ferenc József a koronás arany érdemkereszttel tüntette ki.
A pár évvel később Budapesten tartott országos orvosi és természetvizsgálói gyűlés titkára volt, később az Országos Közegészségi Tanács rendes tagjává nevezeték ki. Évtizedekig volt Nógrád megye tisztifőorvosa és tagja a bécsi meteorológiai társulatnak valamint több országos tudományos társaságnak.

## Családja
Felesége prosznefalvi Buday Irma. Három fia közül, legidősebb Aladár - fiatalon meghalt. Középső fia Barnabás, akitől egy lányunokája, Buday-Plichta Gabriella (Brüklermé Buday Ella) született. Legkisebb fia prosznefalvi Buday-Plichta Kornél gácsi, járási főszolgabíró gyermektelenül halt meg.

## Kapcsolata Madáchcsal
Madách Imre szűkebb baráti köréhez tartozott. Dr. Plichta az elsők között szerzett tudomást az Az ember tragédiája tervéről, és ő volt aki elsőként, baráti körben, a költő kérésére felolvasta - egyvégtében - az elkészült művet.

## Munkássága
Kutatási területe: Járványügy, orvosmeteorológia, urológia. 
Nevéhez fűződik a losonci Önkéntes Tűzoltó Egylet megalapítása.

## Jelentős munkái
- A fehérjevizelésről (1867)
- Észleletek az 1873. évi cholera járványról Nógrád megyében (1874)
- Nógrád megye felvidéke, éghajlati és közegészségi tekintetben. (Bpest, 1875)
- Segélynyújtás életveszélyeknél. Losoncz (1887)
- Az egygyermekrendszer (1910)
- Az egészség és a hosszú élet (1911)

Szerkesztette a magyar orvosok és természetvizsgálók XX. nagygyűlésének Napi Közlönyét 1879. aug. 25-től szept. 2-ig Budapesten, összesen hét számát.

## Díjai, elismerései
- Koronás arany érdemkereszt (1873)
- Királyi Tanácsos (1905)